# Pergousa
Pergousa (Griego moderno: Περγούσα), la pequeña isla griega deshabitada de Pergousa [pɛrɣusa] en el archipiélago del Dodecaneso, también llamada Pergoussa es administrada por el municipio de Nisiros en la región meridional del Egeo.

## Geografía

### Ubicación geográfica

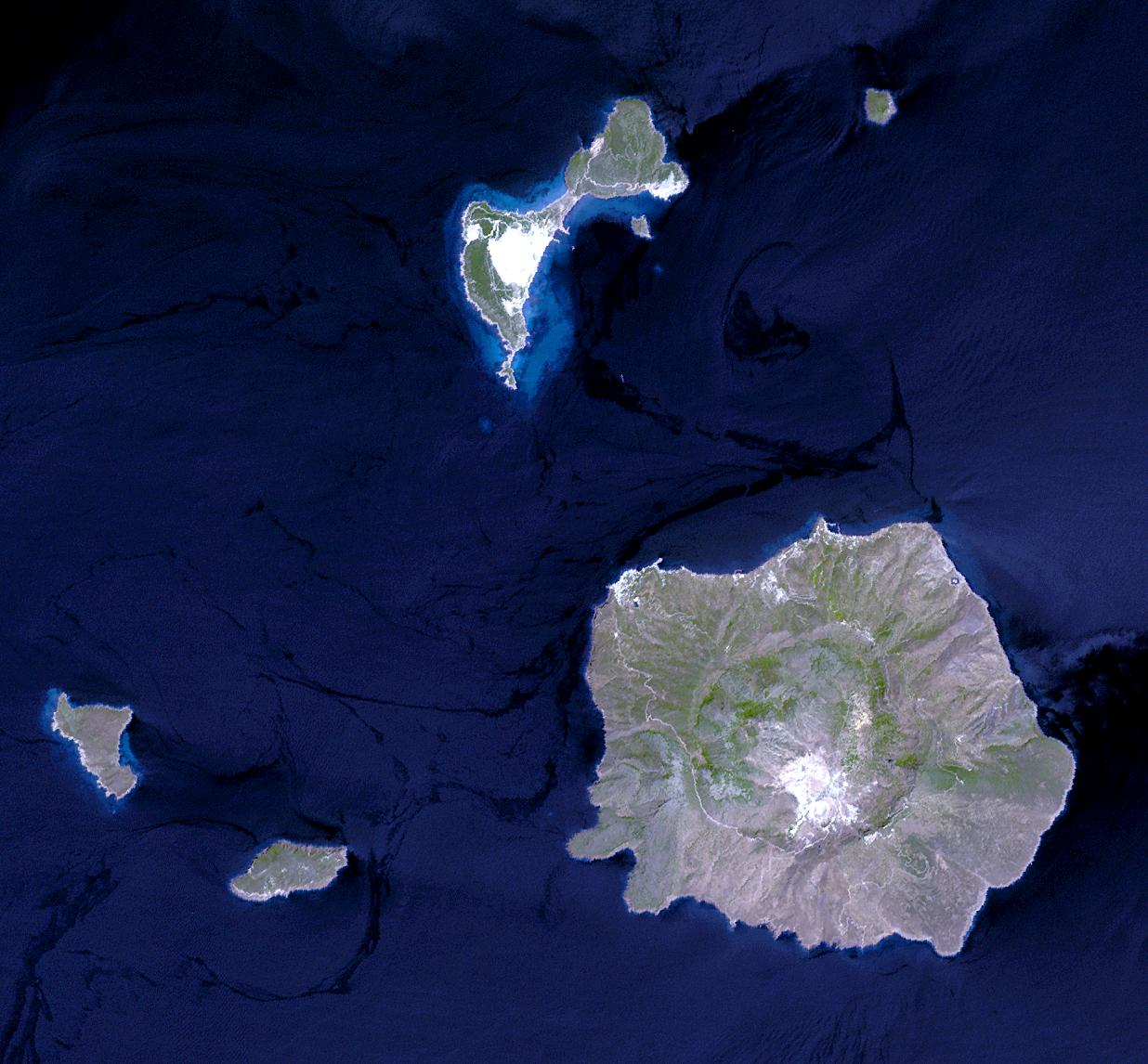
En sentido contrario a las agujas del reloj: Strongyli, Gyali, Pergousa, Pachia y Nisiros.

Pergousa se encuentra en el este del mar Egeo, a unos 10 km al sureste de Cabo Krikelos (Ακρωτήριο Κρίκελος), el extremo sur de la isla de Cos. La isla de Gyali se encuentra a 8,6 km al noreste y Nisiros a 8 km al este. La isla también deshabitada de Pachia está a unos 2,3 km al sureste. De norte a sur, la isla tiene una longitud de poco más de 1,9 km, el punto más ancho de la isla es de aproximadamente 1,1 km, el más estrecho en el sur, de unos 350 m.
Al igual que Nisiros y el sur de Cos, Pergousa, junto con Pachia, se encuentra en el arco oriental de las Cícladas y es de origen volcánico. Su suelo debido a este origen volcánico es anhidro y estéril.

## Historia
Se encontró cerámica neolítica y obsidiana de la isla de Milos, en las Cícladas, y de la cercana isla de Gyali.
Los únicos hallazgos arqueológicos de la isla provienen de dos torres rectangulares del siglo IV a.E.

## Fauna
En 1993 por primera vez, se pudo detectar la presencia de la lagartija de Erhard (Podarcis erhardii) en el arco oriental del Egeo Medio, en las islas de Pergousa y Pachia.